# Elin Sigvardsson
Elin Ruth Sigvardsson, artistnamn Elin Ruth, född 23 november 1981 i Mönsterås, är en svensk popmusiker och singer-songwriter.

## Karriär
Elin Sigvardsson debuterade 2003 med albumet Saturday Light Naive som producerades av Lars Winnerbäck. Albumet hyllades av kritiker och ledde till en Grammisnominering för bland annat bästa nykomling. I början av 2005 släppte hon sitt andra album Smithereens som hon själv producerat. Hon har även varit delaktig på skivan May Your Song Always Be Sung: The Songs of Bob Dylan Vol. 3, en av hyllningsskivorna till Bob Dylan, med låten You're a Big Girl Now. I december 2007 släppte hon sin tredje skiva, A Fiction.
Sigvardsson startade under 2009 sitt eget skivbolag, Divers Avenue Music, och gav ut sin egenproducerade, fjärde skiva Cookatoo Friends den 7 oktober samma år. Åren 2011–2015 bodde Elin Sigvardsson i Queens, New York.
Under denna period släppte hon sitt femte och sjätte album. Det sistnämnda, Here Comes The Storm, är inspelat i Daptone Records House of Soul i Brooklyn och beskrivs bland annat som "årets svenska platta för alla som gillar soulig bluesgospel".
I april 2017 släppte Sigvardsson sin första singel på svenska.

## Diskografi

### Album
- 2003 - Saturday Light Naive (som Elin Sigvardsson)
- 2005 - Smithereens (som Elin Sigvardsson)
- 2007 - A Fiction (som Elin Ruth Sigvardsson)
- 2009 - Cookatoo Friends (som Elin Ruth Sigvardsson)
- 2012 - Queen of Queens & the Last Man Standing (som Elin Ruth)
- 2014 - Here Comes the Storm (som Elin Ruth)
- 2015 - Debris (som Elin Ruth)
- 2015 - Christmas Is a Drag (som Elin Ruth and The Beat From Palookaville)

### Singlar
- 2003 - Paper Cup Words
- 2003 - Where to Start
- 2003 - When It Comes to You
- 2004 - A Person Called She
- 2004 - Song for Anna
- 2004 - Stupid Sunday Song
- 2005 - Yellow Song
- 2006 - When It Comes to You
- 2007 - How You Dug Your Own Grave
- 2008 - Antidote (med Magnus Carlson)
- 2008 - Heart Attack
- 2008 - Saviour
- 2009 - Love (med  Lars Eriksson)
- 2009 - Bang
- 2014 - The Storm
- 2017 - Fel

### Medverkan på samlingsskivor
- 2003 - The Songs of Bob Dylan Vol. 3 ("You're a Big Girl Now", BMG)
- 2004 - Warner Radio Hits Spring 2004 ("A Person Called She", Warner Music Group)
- 2004 - Super Ballads Club 5/04 ("A Person Called She", Mr Music)
- 2005 - Made in Sweden ("Song for Anna", Sveriges skivbolag)
- 2005 - Acoustic Songbook ("Song for Anna", EMI)
- 2005 - Groove CD 1 ("Song for Anna", Groove)
- 2005 - Påtalåtar - en hyllning till Ola Magnell ("Tomma tunnor", Satellite Records)
- 2006 - Älskade svenska sångerskor ("To Know You", Virgin Records)
- 2007 - Kulturkantine ("Where to Start", Sony Music)
- 2008 - Absolute Winter Hits 2008 ("Antidote", Eva Records)
- 2008 - Mr Music Hits 2/08 ("Antidote", Mr Music)